# Cantó d'Estanh
El cantó d'Estanh és un cantó francès del departament de l'Avairon, situat al districte de Rodés. Té sis municipis i el cap cantonal és Estanh.

## Municipis
- Campuac
- Cobison
- Estanh
- Lo Nairac
- Sebrasac
- Vilacomtal

## Història
| Data d'elecció                           | Identitat           | Partit                    | Qualitat |
| ---------------------------------------- | ------------------- | ------------------------- | -------- |
| 1936-1949                                | Louis Galtier       |                           |          |
| 1949-1992                                | Albert Bessière     | Divers droite             |          |
| 1992-2004                                | Léon Romieu         | Unió pel Moviment Popular |          |
| 2004-                                    | Jean Claude Anglars | Divers droite             |          |
| les dades anteriors no són pas conegudes |                     |                           |          |
|                                          |                     |                           |          |

## Demografia
| 1962  | 1968  | 1975  | 1982  | 1990  | 1999  | 2006  |
| ----- | ----- | ----- | ----- | ----- | ----- | ----- |
| 3.129 | 3.463 | 3.250 | 3.271 | 3.124 | 3.023 | 3.092 |